# Isla Tuzla
La isla Tuzla (en ruso y ucraniano: Ту́зла, en tártaro de Crimea: Tuzla) es un cordón litoral de arena de 3.5 km² situado en el centro del estrecho de Kerch, entre la península de Kerch, en el oeste, y la punta Tuzla y la península de Tamán, en el este. Está conectado con estos últimos a través del puente de Crimea, construido en 2018.

## Conflicto
Hubo una disputa territorial sobre la propiedad de la isla entre Ucrania y Rusia desde octubre de 2003. Las autoridades rusas reclamaron que la isla forma parte del territorio continental ruso y que sólo la parte continental de la península de Crimea fue transferida a Ucrania en 1954. En marzo de 2014 la península fue anexada a Rusia, lo cual no ha sido reconocido por Ucrania ni por gran parte de la comunidad internacional la cual condenó la anexión.

## Historia
Se formó cuando el banco de arena (punta Tuzla) de la península de Tamán sufrió erosión en gran escala durante una fuerte tormenta en 1925, tras la construcción ese año de un pequeño canal para facilitar el paso de las embarcaciones de pesca de un lado al otro del banco de arena. Justo antes de que la Unión Soviética entrara en la Segunda Guerra Mundial, el 7 de enero de 1941 fue trasferido a la región de Crimea, y a su vez, el 19 de febrero de 1954 a la República Socialista Soviética de Ucrania.

## Galería

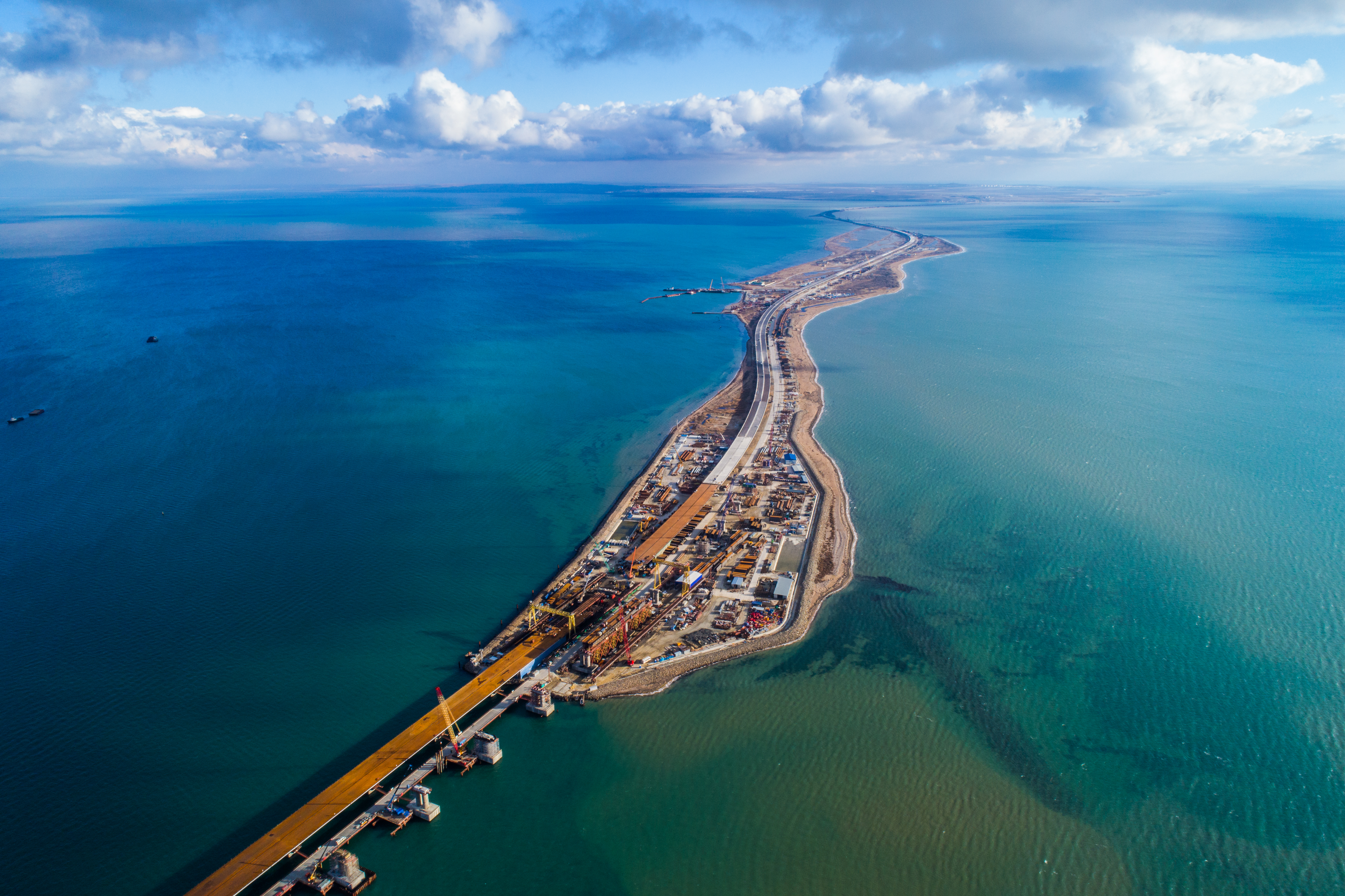
Puente de Crimea (Rosavtodor)
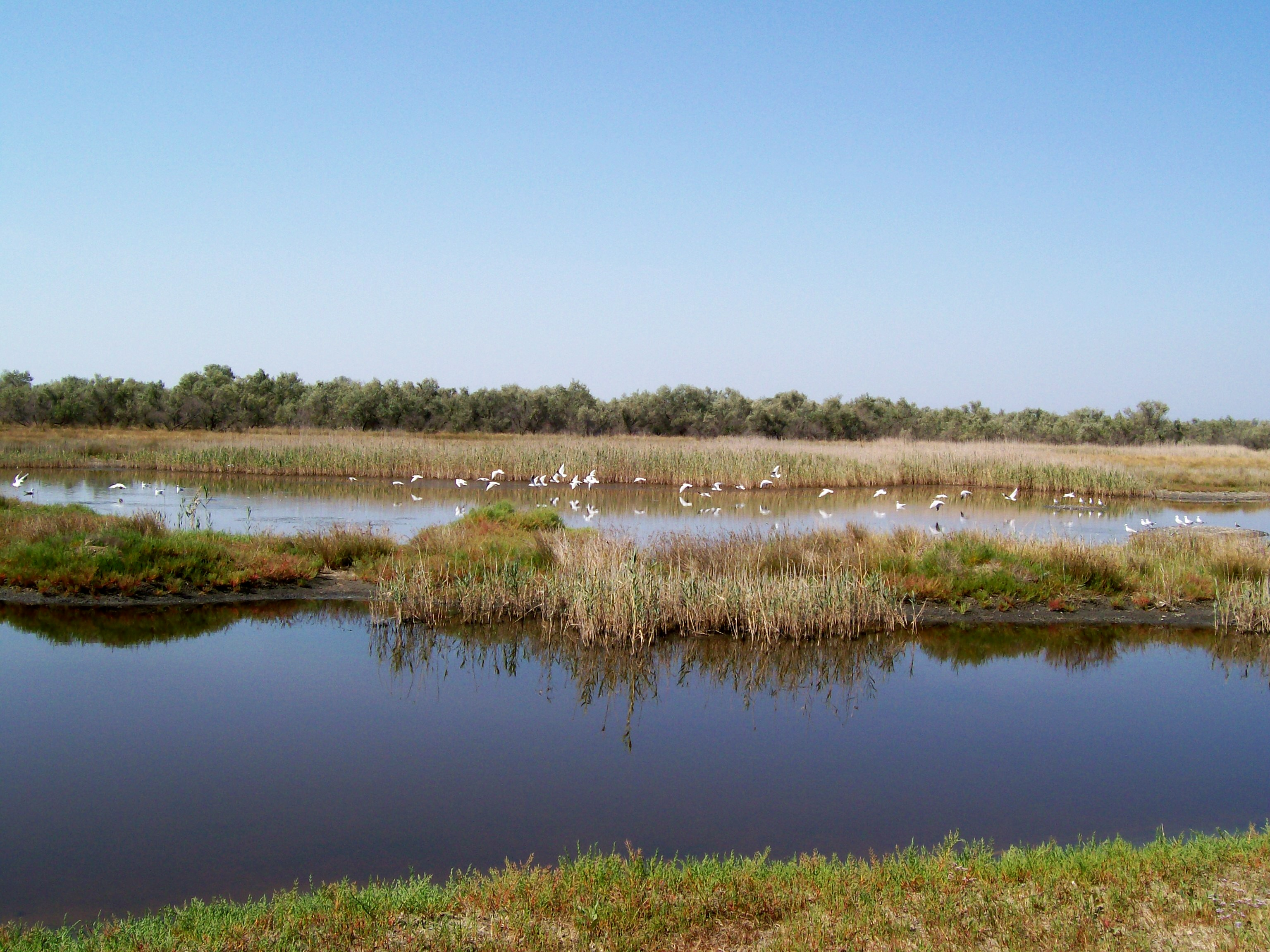
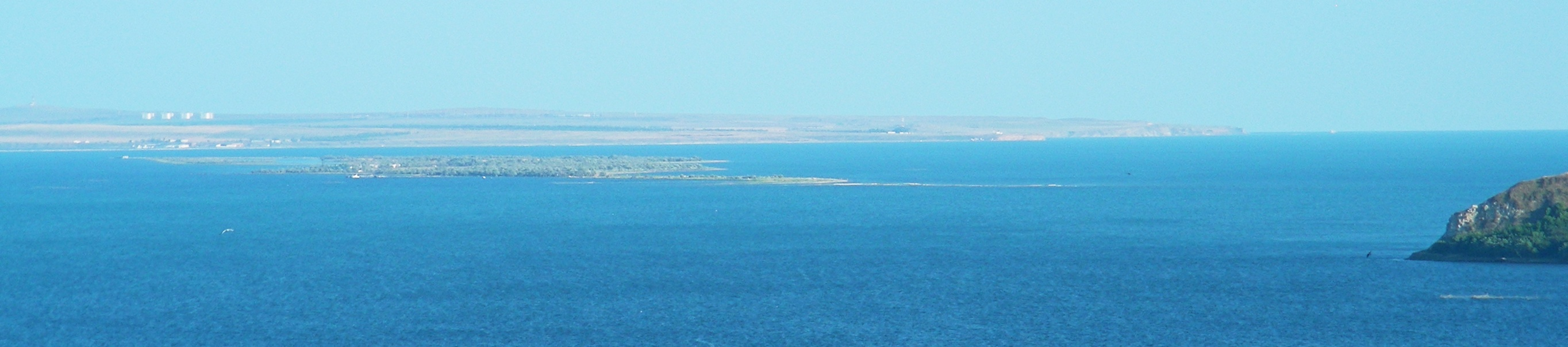
Vista de la isla desde el monte Mithridat